# 회동리층
회동리층(Hoedongri formation, 檜洞里層)은 강원특별자치도 정선군 정선읍 회동리 일대에 분포하는 고생대 오르도비스기~실루리아기의 퇴적암 지층이다. 이 지층은 과거 히사코시(1943)에 의해 상부 석회암이라 불렸으나 1979년 회동리층으로 이름이 개정되었다. 이하영(1980)에 의하면 정선 석회암층 상부에 해당하는 이 지층은 조선 누층군의 행매층을 부정합으로 덮고 평안 누층군 홍점층에 의해 덮인다. 회동리층은 청회색과 담회색~유백색의 괴상(일부 층상) 석회암으로 구성되고 돌로마이트질 석회암이 협재된다. 회동리층의 두께는 200 m 내외이며 퇴적 환경은 천해이고 행매층 위에 놓이며 평안 누층군의 만항층에 의해 부정합으로 덮인다. 

## 회동리층의 화석
- 정창희 외(1979)는 Hisakoshi가 정한 상부 석회암이란 명칭 대신 회동리층이라는 명칭을 사용하였고 회동리층 4개 단면에서 836개체의 코노돈트를 보고하였다. 코노돈트는 Pterospathodus celloni (Walliser) and Panderodus unicostatus (Branson and Mehl)와 신종 Ambalodus hoedongensis로 분류되었다.[2]
- 이하영(1980)은 회동리층이 분포하는 4개 지역에서 산출된 827개의 코노돈트 화석을 근거로 회동리층을 실루리아기에 대비하였다.[3]
- 이병수(2018)는 행매층 상부와 회동리층 하부 양 지층에 걸쳐 286개체의 코노돈트 화석 Acontiodus viriosus Cui, Aurilobodus serratus Xiang and Zhang, A. simplex Xiang and Zhang, Drepanodus arcuatus Pander, Drepanodus reclinatus (Sergeeva), Drepanoistodus suberectus (Branson and Mehl), Eoplacognathus jigunsanenesis Lee and Lee, E. lindstroemi Hamar, Erraticodon tangshanensis Yang and Xu, Panderodus nogamii Lee, Parapanderodus paracornutiformis (Ethington and Clark), Plectodina onychodonta An and Xu, Scandodus choii n. sp., Triangulodus changshanensis (Zhang)을 발견하고 Aurilobodus serratus 화석대를 설정했다. 이 화석대의 존재는 행매층과 회동리층의 관계가 부정합이 아니라 정합이라는 것을 지시한다. 또한 신종 Scandodus choii가 보고되었다. 이 연구에서 이병수는 회동리층의 지질시대가 실루리아기보다는 오르도비스기에 해당하는 것으로 보았다.[4]
- 이병수(2019)는 정선-평창 지역 회동리층의 코노돈트 화석을 연구하고 회동리층의 지질시대를 중기~후기 오르도비스기로 정하였다. 회동리층은 성마령 단면에서 가장 잘 드러나며 이곳의 회동리층은 하부 석회암, 돌로마이트질 석회암, 상부 석회암, 교호대 4개 층원으로 나누어지는데 이병수는 성매령 단면을 포함하여 5개 단면에서 회동리층 상부에서 669개체의 코노돈트 화석을 산출하고 Tasmanognathus sishuiensis-Erismodus asymmetricus 화석대를 설정하였다. 이 화석대는 태백산 분지 지역에서 가장 젊은 코노돈트 화석대이며, 영흥층에 대비된다. 화석군은 Panderodus gracilis가 우세하며 이외에 오르도비스기 샌드비안(Sandbian)을 지시하는 Aphelognathus solidum Pei, Belodina sp., Eoligonodina prima (Branson and Mehl), Erismodus asymmetricus (Branson and Mehl), E. quadridactylus (Stauffer), Plectodina aculeata (Stauffer), P. alatheta An, Tasmanognathus careyi Burrett, T. sishuiensis Zhang이 산출된다.[5]

| 지층 | 지층                      | 생층서대 이름                                     |
| ---- | ------------------------- | ------------------------------------------------- |
|      | 회동리층                  | Tasmanognathus sishuiensis-Erismodus asymmetricus |
|      | 회동리층                  | Aurilobodus serratus                              |
|      | 행매층                    |                                                   |
|      | Eoplacognathus suecicus   |                                                   |
|      | 정선 석회암층             |                                                   |
|      | Erraticodon tangshanensis |                                                   |
|      | -                         |                                                   |

## 노두
강원특별자치도 정선군 정선읍 회동리 325-2 (N 37°25'20.56", E 128°34'30.85") 지점에 회동리층의 노두가 드러나 있다.

## 같이 보기
- 한국의 지질
- 조선 누층군
- 정선 석회암층
- 행매층
- 평안 누층군
- 오르도비스기
- 실루리아기